# Du sköna nya värld
Du sköna nya värld (engelsk originaltitel: Brave New World) är en dystopisk framtidsroman från 1932 av Aldous Huxley. Titeln är ett citat från Shakespeares pjäs Stormen (akt V, scen I).

## Handling
Boken utspelar sig i en avlägsen framtid, där tideräkningen utgår från Henry Ford. Barnen skapas på mer eller mindre artificiell väg och anpassas under fosterstadiet på kemisk väg till sin plats i kastsamhället. Persontyperna Alfa och Beta har till uppgift att sköta de höga och mellanhöga positionerna i samhället, medan Gamma, Delta och Epsilon ska vara arbetare utan förmåga att tänka själva. Denna uppdelning förstärks genom den indoktrinering och propaganda som genomsyrar hela samhället, även medborgarnas sömn. Huvudpersonerna är Bernard Marx, Helmholtz Watson och vilden som är modersfödd till skillnad från de två förstnämnda. Vilden och hans mor Linda tas in i civilisationen av Bernard.
För att hålla människorna på plats och medgörliga tilldelas de dagligen en ranson av den ultimata drogen soma, uppkallad efter den rituella drycken soma.

## Framtidens värld
Aldous Huxley skrev 1958 Framtidens värld (engelska: Brave New World – Revisited), där han följer upp den ursprungliga boken ur ett mer facklitterärt perspektiv. Boken har dock inte rönt samma uppskattning som Du sköna nya värld, som genom sin litterära form är betydligt mer tidlös.